# ソル・フアナ＝イネス・デ・ラ・クルス

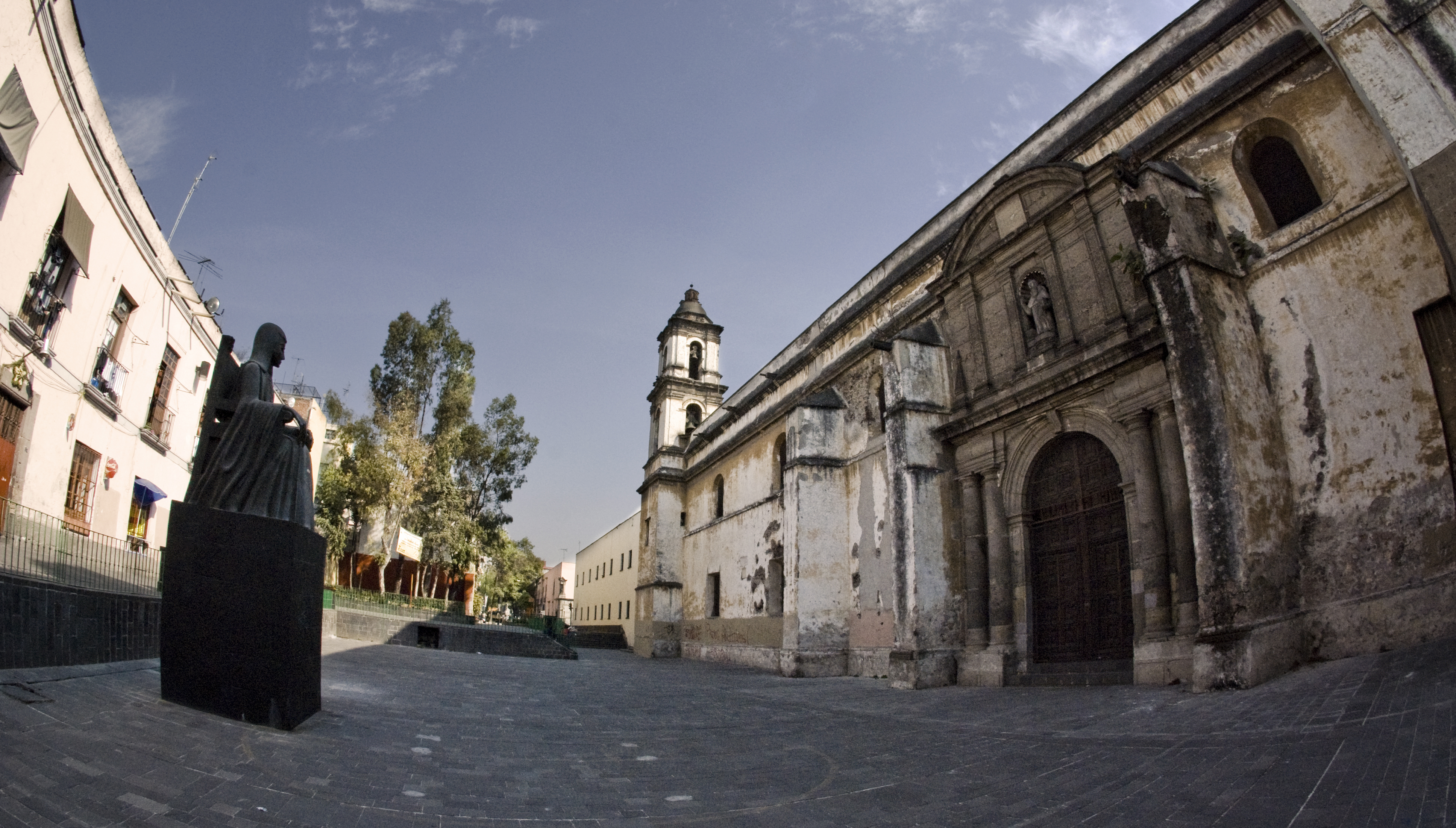
メキシコシティ、サン・ヘロニモ修道院

ソル・フアナ＝イネス・デ・ラ・クルス（Sor Juana Inés de la Cruz、1651年11月12日 - 1695年4月17日）は、ヌエバ・エスパーニャの詩人、修道女。スペイン黄金世紀演劇の劇作家のひとりに数えられる。
メキシコがスペイン帝国の一部だった時代に生まれ、1664年ごろ、ヌエバ・エスパーニャ副王宮廷の侍女となる。1669年、17歳で修道女となり、メキシコシティのサン・ヘロニモ（聖ヒエロニュムス）修道会サンタ・パウラ修道院に入る。以後、修道院から一歩も外に出ることなく詩作に没頭して生涯を終えた。
恋愛や女性の社会的抑圧などをテーマとした、同時代のスペイン語文学を代表する一人。メキシコの200ペソ紙幣に肖像画が描かれている。

## 生涯
フアナ・イネスはスペイン・バスク州の兵士の庶子として生まれ、3歳の頃、祖父の書物を読み文学に目覚める。早くからラテン語を習得し、1664年頃、メキシコシティのヌエバ・エスパーニャ副王宮廷侍女となる。
庶子出身で持参金がないにもかかわらず、持ち前の博学な知識と教養で人気を呼び、「天才少女」として親しまれた。
しかし彼女は独身で学問を究めるべく修道女になる決心をする。跣足カルメル修道会で数ヶ月過ごしたのち、サン・ヘロニモ修道会・サンタ・パウラ修道院に入る。
修道女になったフアナ・イネスは一生、修道院で過ごしながら数多くの著作を恋愛から宗教に至るまで執筆し、また劇作家として活躍し作品を残し、スペイン黄金世紀を代表する作家の一人として牽引していく。
1693年、メキシコに飢饉と暴動による社会不安が勃発しフアナ・イネスは著作活動を停止、翌1694年、サロンを閉鎖し書物を売却、その金額で貧民に分け与えた。
1695年、ペストが流行し、罹患した同僚修道女の看病に当たったフアナ・イネスは感染、同年4月15日、死去。彼女の周りにはわずかな書物は180冊だけであった。
1978年、フアナ・イネスの遺骨が発見され、2011年、彼女の妹の子孫のDNAと照合され本人と確認された。

## 文献
- オクタビオ・パス -『ソル・フアナ＝イネス・デ・ラ・クルスの生涯』林美智代訳、土曜美術社、2006年7月
- 『知への賛歌 修道女フアナの手紙』旦敬介訳、光文社古典新訳文庫、2007年10月
- 「神聖なるナルシソ」-『スペイン黄金世紀演劇集』牛島信明ほか訳、名古屋大学出版会、2003年
- 竹下節子 -『女のキリスト教史』、ちくま新書、2019年12月